# Leptothorax tuscaloosae
Leptothorax tuscaloosae är en myrart som beskrevs av Wilson 1951. Leptothorax tuscaloosae ingår i släktet smalmyror, och familjen myror. Inga underarter finns listade i Catalogue of Life.